# Kanton Mâcon-Centre
Mâcon-Centre is een voormalig kanton van het departement Saône-et-Loire in Frankrijk. Het werd opgeheven bij decreet van 18 februari 2014, met uitwerking op 22 maart 2015.

## Gemeenten
Het kanton Mâcon-Centre omvatte de volgende gemeenten:
- Charnay-lès-Mâcon
- Mâcon (deels, hoofdplaats)